# Mark H. Beaubien, Jr.
Mark H. Beaubien, Jr. (30 de octubre de 1942 - 5 de junio de 2011) fue un miembro republicano de la Casa de Representantes de Illinois. Representó al distrito 52 desde 1996, y antes de su muerte, sirvió como Asistente del Líder Republicano.